# Reguła wzajemności
Reguła wzajemności – w psychologii społecznej zasada, którą kierują się ludzie. W skrócie mówi ona, że należy odwzajemniać się osobie, która coś dla nas zrobiła. 
Reguła ta jest bardzo silna i powszechna, nabywamy ja bardzo wcześnie w procesie socjalizacji. Niekiedy twierdzi się też, że jest skutkiem setek tysięcy lat rozwoju człowieka w małych grupach społecznych (szerzej zobacz: hipoteza łowiecka).
Jedna z teorii mówi, że reguła wzajemności wykształciła się w społeczeństwach m.in. po to, by zachęcić jednostkę do inicjowania kontaktów opartych na wzajemnej wymianie usług - bez ryzyka bycia eksploatowanym przez innych członków grupy. 
Reguła wzajemności to także mechanizm adaptacyjny, umożliwiający podział pracy, wymianę różnych dóbr i usług oraz stworzenie takiej sieci współzależności, która wiąże poszczególne jednostki w wysoce skuteczne zespoły.

## Wykorzystanie reguły wzajemności w technikach marketingowych
Reguła wzajemności jest jedną z sześciu metod wywierania wpływu na ludzi opisanych przez psychologa społecznego Roberta Cialdiniego (obok społecznego dowodu słuszności, reguły zaangażowania i konsekwencji, reguły lubienia i sympatii, reguły autorytetu i reguły niedostępności). Znajduje ona zastosowanie w marketingu w celu pozyskania nowych klientów i zwiększenia sprzedaży. Reguła wzajemności w tym przypadku opiera się na oferowaniu klientowi konkretnych korzyści w zamian za dokonanie zakupu produktu lub usługi danej marki. Jednymi z przykładów takich korzyści są prezenty dołączone do zamówienia powyżej określonej kwoty lub oferowanie okresów próbnych korzystania z usługi, np. aplikacji, w oczekiwaniu na to, że klient odwdzięczy się i zakupi subskrypcję. 